# Cycloseris boschmai
Espèce
Cycloseris boschmai est une espèce de coraux appartenant à la famille des Fungiidae.